# إشان خاتار
إشان خاتار (بالهندية: ईशान खट्टर) هو ممثل هندي. ولد في 1 نوفمبر 1995 في مومباي الهند. ومن عائله فنيه ابيه ممثل راجيش خطار ووالدته ممثلة نيليما عظيم واخيه الغير شقيق شاهيد كابور. كان أول ظهور له مع اخيه في فيلم هكذا يجب أن تكون الحياة بالفعل!عام 2005.

## افلامه
| سنة  | فيلم                                        | دور            | ملاحظات    |
| ---- | ------------------------------------------- | -------------- | ---------- |
| 2005 | هكذا يجب أن تكون الحياة بالفعل! (فيلم هندي) | اشان           |            |
| 2016 | أودتا بونجاب [الإنجليزية]                   | __             | مساعد مخرج |
| 2017 | Half Widow                                  | —              | مساعد مخرج |
| 2017 | Beyond the Clouds                           | عامر           |            |
| 2018 | Dhadak                                      | مادهوكار باجلا |            |
| 2020 | A Suitable Boy                              | مان كابور      | مسلسل      |
| 2020 | Khaali Peeli                                | باندا بلاكي    |            |

## روابط خارجية
- اشان خاتار على موقع IMDb (الإنجليزية)
- اشان خاتار على موقع قاعدة بيانات الفيلم (الإنجليزية)